# Polka Party!
Polka Party! (Festa da Polca!) é o quarto álbum do músico norte-americano "Weird Al" Yankovic, lançado em 1986 pela gravadora Scotti Brothers Records. Vendeu pouco e foi mal sucedido, se comparado aos álbuns anteriores (Quase acabou com a carreira do músico). É o único álbum cujo nome refere-se a uma de suas famosas "Polka Medleys".

## Faixas
| Faixa | Nome                                               | Duração | Paródia de                           | Descrição |
| ----- | -------------------------------------------------- | ------- | ------------------------------------ | --- |
| 1     | "Living with a Hernia" (Vivendo com uma érnia)     | 3:20    | "Living in America" por James Brown  | Um homem descreve a tortura de viver com uma hérnia |
| 2     | "Dog Eat Dog" (Cachorro Come Cachorro)             | 3:42    | Talking Heads                        | Há uma linha que parodia diretamente a canção "Once In A Lifetime" da banda. |
| 3     | "Addicted to Spuds" (Viciado em Spuds)             | 3:50    | "Addicted to Love" por Robert Palmer | A canção fala da obsessão de um homem por batatas e seus derivados. "Spud" é um tipo de batata. |
| 4     | "One of Those Days" (Um Desses Dias)               | 3:18    | Original                             | Descreve coisas horríveis como se fossem incômodos diários. |
| 5     | "Polka Party!" (A Festa da Polca)                  | 3:15    | Uma das Polka Medleys                | Inclui trechos das seguintes canções: - "Sledgehammer" por Peter Gabriel - "Sussudio" por Phil Collins - "Party All the Time" por Eddie Murphy - "Say You, Say Me" por Lionel Richie - "Freeway of Love" por Aretha Franklin - "What You Need" por INXS - "Harlem Shuffle" por The Rolling Stones, originalmente por Bob & Earl - "Venus" por Bananarama, originalmente por Shocking Blue - "Nasty" por Janet Jackson - "Rock Me Amadeu" por Falco - "Shout" por Tears for Fears - [Papa Don't Preach" por Madonna - "Ear Booker Polka" by "Weird Al" Yankovic |
| 6     | "Here's Johnny" (Aqui Está Johnny)                 | 3:24    | "Who's Johnny" por El DeBarge        | Um ode ao narrador do programa The Tonight Show Starring Johnny Carson, Ed McMahon |
| 7     | "Don't Wear Those Shoes" (Não Use Aqueles Sapatos) | 3:36    | The Kinks dos anos 80.               | O cantor pede que sua namorada faça qualquer coisa ruim para ele, menos usar um certo par de sapatos. |
| 8     | "Toothless People" (Pessoas Banguelas)             | 3:23    | "Ruthless People" por Mick Jagger    | Canção sobre pessoas idosas que sentem falta de seus dentes. |
| 9     | "Good Enough for Now" (Bom o Suficiente por Hora)  | 3:06    | Original                             | O cantor fala de como anda a sua relação com a sua mulher, que não é das melhores. |
| 10    | "Cristhmas at Ground Zero" (Natal no Ground zero)  | 3:38    | Phil Spector                         | Canção apocalíptica num tom alegre de yule. A canção possui letras perturbadoras, se comparadas as letras usuais do músicos, tanto que foi banida das rádios. |

## Formação
- "Weird Al" Yankovic - sintetizador, glockenspiel, acordeão, voz, vocais
- Jim West - guitarra, vocais
- Rick Derringer - guitarra
- Steve Jay - banjo, baixo, vocais
- James Cox - sintetizador de guitarra
- Pat Regan - sintetizador
- Sonny Burke - piano
- Jon "Bermuda" Schwartz - bateria, percussão
- Bill Anderson - saxofone tenor
- Gary Herbig - saxofone barítono
- Joel Peskin - clarinete
- Warren Luening - trompete
- Tommy Johnson - tuba
- Dennis Fetchet - fiddle
- The Waters Sisters - vocais
- Lisa Popeil - vocais
- John Roarke - vozes

### Produção
- Engenharia de som: Tony Papa